# 17A busz (Debrecen)
A debreceni 17A jelzésű autóbusz a Segner tér és a Műanyaggyár között közlekedik a 17-es busz betétjárataként, kizárólag munkanapokon. A viszonylatot a Debreceni Közlekedési Zrt. üzemelteti.

## Útvonala
| Műanyaggyár felé                                                    | Segner tér felé                                                     |
| ------------------------------------------------------------------- | ------------------------------------------------------------------- |
| Segner tér vá. – Segner János tér – Kishegyesi út – Műanyaggyár vá. | Műanyaggyár vá. – Kishegyesi út – Segner János tér – Segner tér vá. |

## Megállóhelyei
Az átszállási kapcsolatok között az azonos, de hosszabb útvonalon közlekedő 17-es busz nincs feltüntetve.
| 0  | Segner tér végállomás  | 11 | 10, 10A, 10Y, 11, 13, 14, 24, 24Y, 25, 25Y, 33, 33E, 34, 35, 35E, 35Y, 36, 42, 42A, 45, 46, 46E, 46H, 49, 49Y, 146, A1 3, 3A, 4, 5, 5A Helyközi buszok |
| 1  | Kishegyesi út          | 10 | 12, 22, 22Y, 24, 24Y, 25, 25Y, 45, 46, 46H, 146 |
| 2  | Dorottya utca          | 8  | 12, 22, 22Y, 24, 24Y, 25, 25Y, 46, 46E, 46H, 146 |
| 3  | Gyepűsor utca          | 6  | 12, 22, 22Y, 24, 24Y, 25, 25Y, 46, 46E, 46H, 146 |
| 4  | Építők útja            | 5  | 42, 42A, 46, 46H, 146 |
| 6  | Tegez utca             | ∫  | 42, 42A, 43, 46, 46H |
| 7  | Pósa utca              | 4  | 42, 42A, 43, 46, 46E, 46H, 146 |
| 8  | Határ úti Ipari Park   | 3  | |
| 9  | Harsona utca           | 2  | |
| 10 | Műanyaggyár végállomás | 0  | |